# André-Jacques Garnerin
Pour les articles homonymes, voir Garnerin.
André-Jacques Garnerin, né le 30 janvier 1769 à Paris où il est mort le 19 août 1823, est un aérostier français et le premier parachutiste de l'Histoire.

## Biographie
André-Jacques Garnerin est baptisé le 31 janvier 1769 en l'église Saint-Sauveur. Il devient par la suite l'élève du physicien Jacques Charles, l'inventeur du ballon à gaz.
Pendant la Révolution française, il occupe le poste d'« aérostier des fêtes publiques ». Il s'occupe de l'ascension des montgolfières. Il conservera ce poste jusqu'en 1804, date à laquelle il sera remplacé par Sophie Blanchard.
Ayant été capturé par les Autrichiens en Belgique, il s'occupe durant sa captivité de trois ans à Bude (1794-1797) des moyens de perfectionner l'aérostation et la construction des parachutes. Reprenant les expériences de parachutes menées par Louis-Sébastien Lenormand en 1783 avec des animaux, il effectue le premier saut en parachute — sans cadre rigide — de l'histoire le 22 octobre 1797 (1er Brumaire, an VI du calendrier républicain) en s'élançant d'un ballon au « parc de Mousseaux » (actuel parc Monceau) à Paris. Il atterrit devant une foule admirative qui pensait le voir perdre la vie. Il en tirera néanmoins une entorse à la cheville.
Le 12 octobre 1799, son élève et future épouse, Jeanne Labrosse, est la première femme à sauter en parachute. Le 11 octobre 1802, elle dépose au nom de son mari un brevet sur l'« appareil dit parachute, destiné à ralentir la chute de la nacelle d'un ballon après l'explosion de celui-ci. Ses organes essentiels sont une calotte d'étoffe supportant la nacelle et un cercle de bois qui se trouve en dessous et à l'extérieur du parachute et servant à le tenir un peu ouvert lors de l'ascension : il doit faciliter son développement au moment de la séparation avec le ballon, en y maintenant une colonne d'air. »
Les 3 et 4 octobre 1803, Garnerin effectue avec sa montgolfière le premier voyage aérien de longue distance entre Moscou et Polova en Russie sur un parcours de 300 km, puis, les 22 et 23 novembre 1807, il réalise un voyage de 395 km entre Paris (Tivoli) et une forêt près de Clausen en Allemagne, où il finit par s'échouer après un voyage de 7 heures au milieu des orages.
Sa nièce, fille de son frère Jean-Baptiste Olivier Garnerin, Élisa Garnerin (1791-1853), sauta également en parachute.
André-Jacques Garnerin meurt le 18 août 1823 à Paris à l’âge de 54 ans alors qu’il travaille sur un nouveau ballon. En traversant le chantier sur lequel le ballon est construit, Garnerin est tué par la chute d’une poutre.
Une allée porte son nom dans le parc Monceau (Paris).

## Galerie

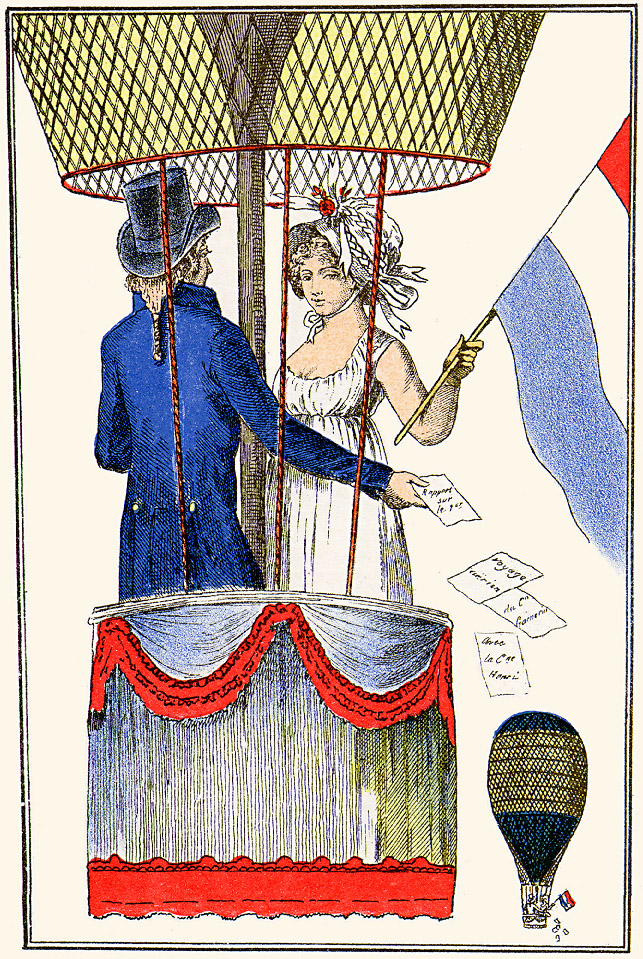
« Rapport sur le premier voyage aérien du citoyen Garnerin avec la Citoyenne Henri. » Journal des dames et des modes, 1797-1798.
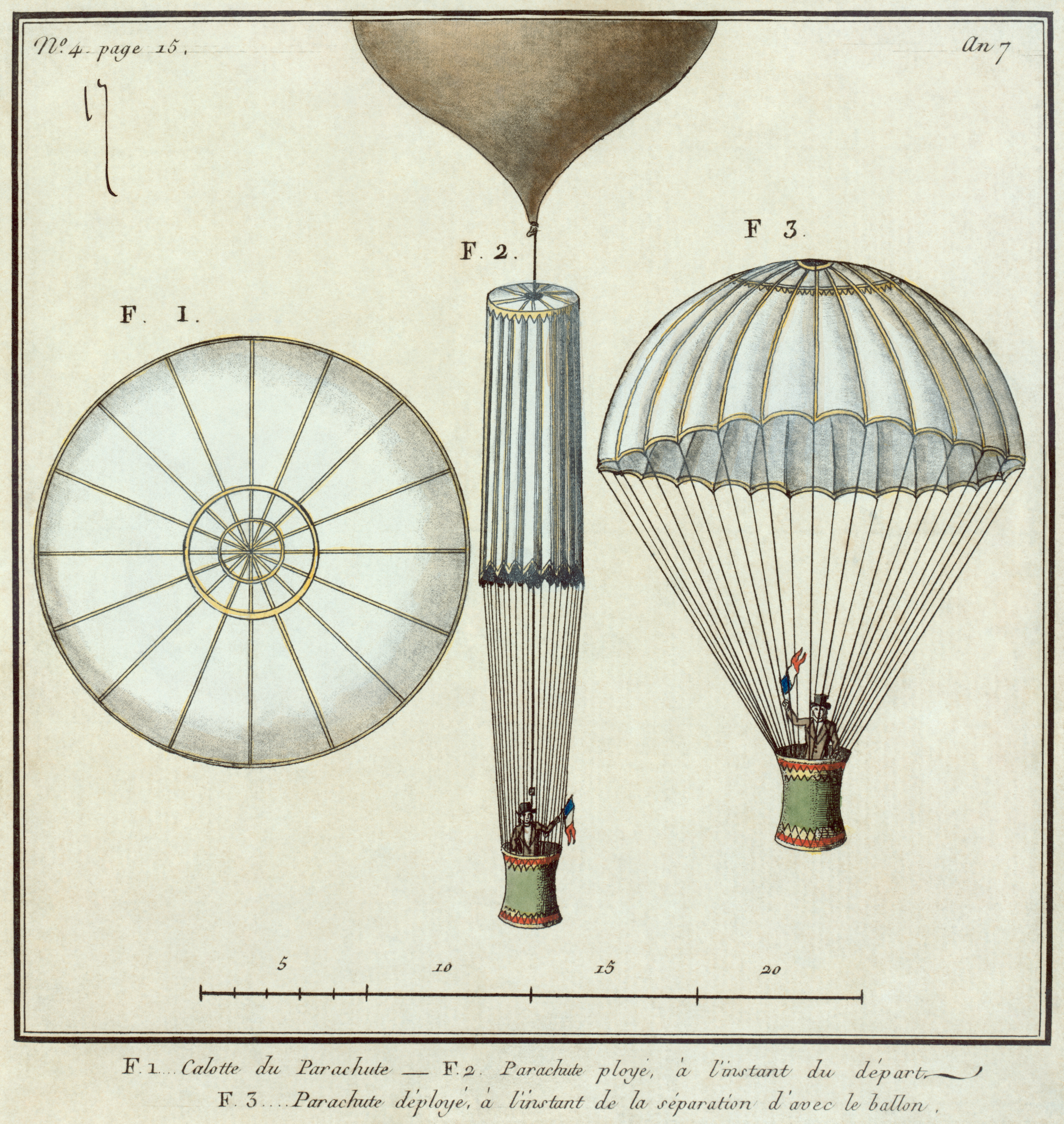
Le premier parachute de Jacques Garnerin, essayé par lui-même le 22 octobre 1797 au Parc Monceau.
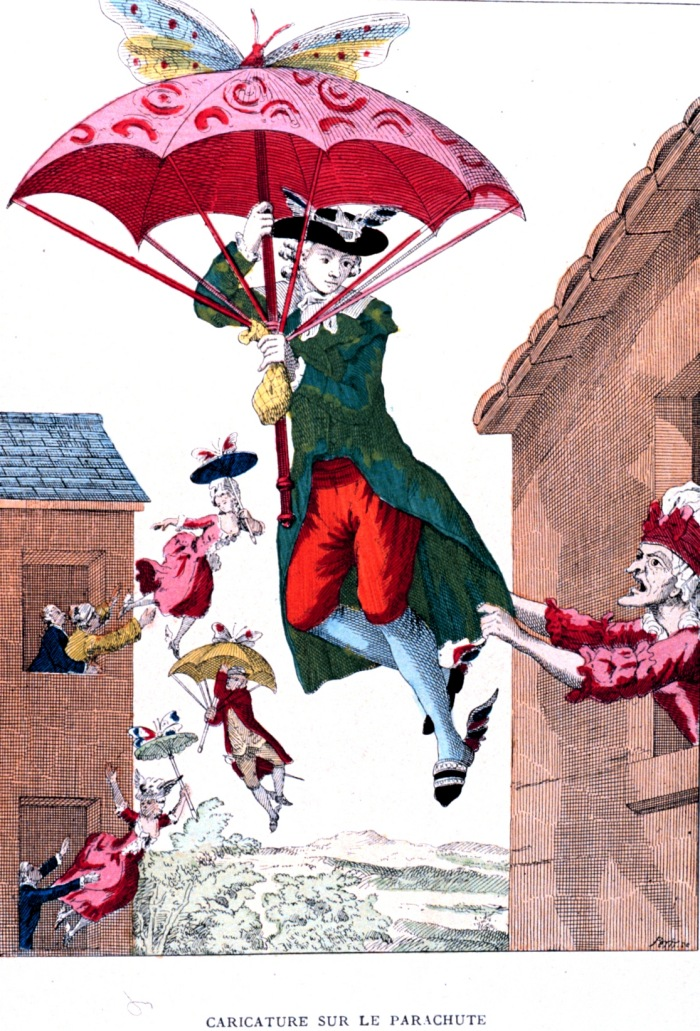
Caricature d'époque illustrant la crainte que les jeunes gens ne s'enthousiasment pour le saut en parachute.
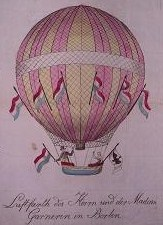
Garnerin, Berlin 1803.
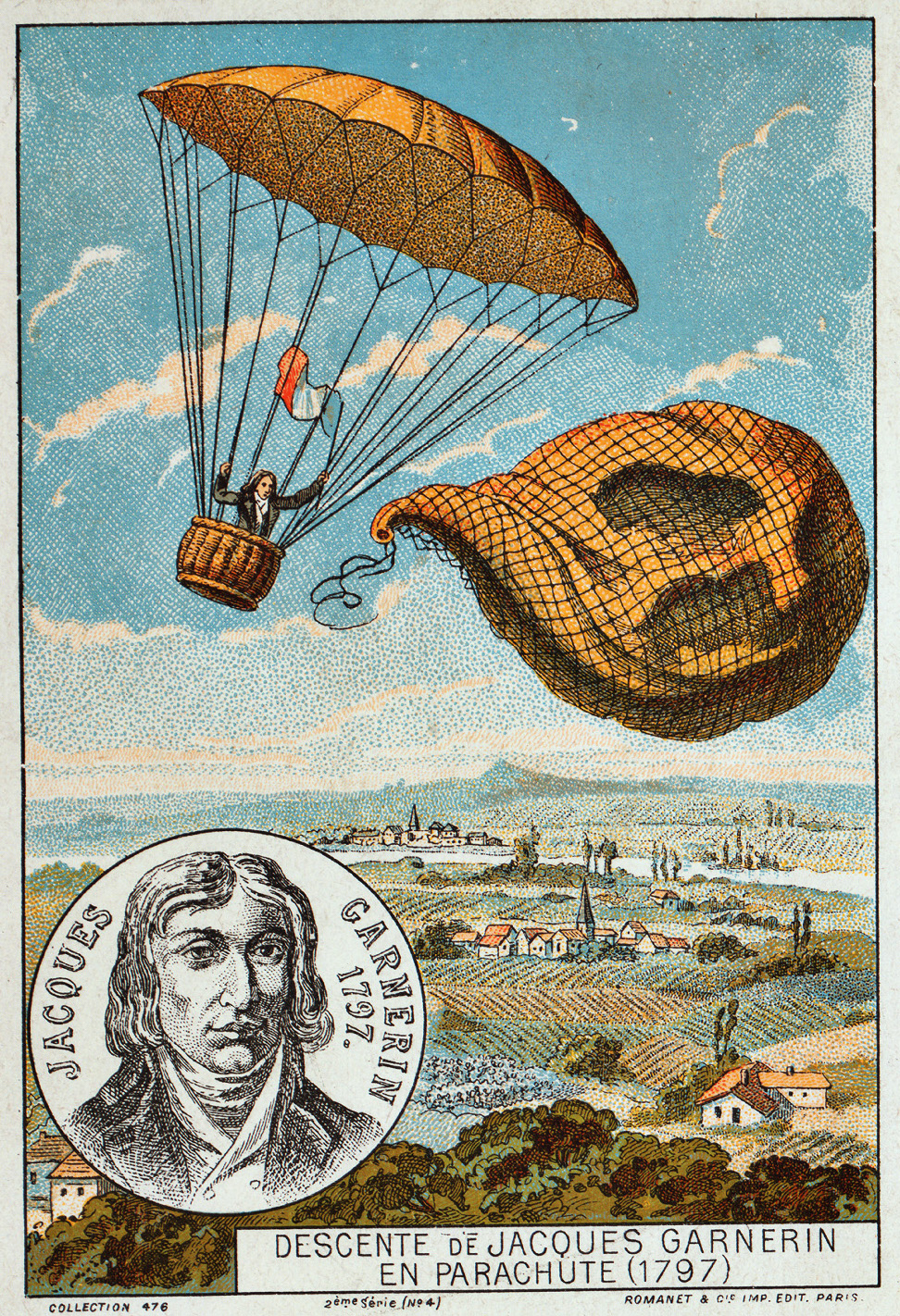
Descente de Jacques Garnerin en parachute (1797).